# Tropicus riosensis
Tropicus riosensis är en skalbaggsart som beskrevs av Skalický 2007. Tropicus riosensis ingår i släktet Tropicus och familjen strandgrävbaggar. Inga underarter finns listade i Catalogue of Life.